# Феррарський картузіанський монастир
Феррарський картузіанський монастир (італ. Certosa di Ferrara) — колишній католицький монастир в Італії, у місті Феррара. Належав Ордену картузіанців. Фундований 1452 року коштом феррарського маркіза Борсо д'Есте. Збудований 1461 року в ренесансному стилі, поза міським муром, згідно з картузіанською традицією. Проте згодом, внаслідок розширення муру, опинився у межах Феррари. 1498 року отримав Церкву святого Христофора (італ. Chiesa di San Cristoforo) — головний храм обителі, що зберігся до сьогодні. Закритий і розграбований 1796 року в ході окупації міста французами Наполеона. 1813 року монастирська церква була переосвячена, але монастир не відновився. 1944 року частину церкви зруйнували американські війська. До нас дійшли церква, клуатр  і монастирський цвинтар.

## Поховання
- Борсо д'Есте (1413—1471), маркіз феррарський (1450—1471), моденський і реджоський (1450—1452); герцог моденський і реджоський (1452—1471); герцог феррарський (1471).
- Мікеланджело Антоніоні (помер 2007) — кінорежисер.
- Джованні Больдіні (помер 1931) — художник.
- Ліда Бореллі (померла 1959) — акторка.